# Pilot Pen Tennis 2008
Pilot Pen Tennis 2008 var en tennisturnering som spelades mellan 15 och 23 augusti i New Haven, USA. Det var den 40:e upplagan av tävlingen och den var en del av herrarnas International Series på ATP-touren och damernas Tier II på WTA-touren. Den spelades utomhus och underlaget var hardcourt.

## Mästare

### Herrsingel
Marin Čilić besegrade  Mardy Fish, 6–4, 4–6, 6–2
- Det var Marin Čilićs första titel i karriären.

### Damsingel
Caroline Wozniacki besegrade  Anna Tjakvetadze, 3–6, 6–4, 6–1
- Det var Caroline Wozniackis andra titel för året, och totalt.

### Herrdubbel
Marcelo Melo /  André Sá besegrade  Mahesh Bhupathi /  Mark Knowles, 7–5, 6–2

### Damdubbel
Květa Peschke /  Lisa Raymond besegrade  Sorana Cîrstea /  Monica Niculescu, 4–6, 7–5, 10–7